# 张明远 (1911年)
张明远（1911年—1996年3月20日），原名张鹏远，男，甘肃岷县人，中国人民解放军开国少将。

## 生平
14岁卖壮丁到西北军高树勋的12师36旅当兵。参加宁都起义，任红五军团13军38师连长。调任红一方面军政治保卫局特务队队长、侦察科长。长征开始时任红三军团保卫局侦察科长。红四方面军政治保卫局侦察科长。1936年10月，张明远任中共中央外交部交通局局长，负责从安塞到富县的兵站线。1937年抗战后外交部交通局改为八路军交通管理局，张明远任局长。1939年改为公路管理局，归陕甘宁边区政府领导。不久到中央党校学习。后任军委军事工业局总务处处长、中共中央党校一部校务处处长、冀察热辽军区后勤兵站部部长、合江军区后勤部部长、东北军区后勤部军械部部长、第四野战军后勤部军械部部长。1950年7月，任东北军区后勤部副部长。1955年，张明远被授予少将军衔，二级八一勋章、二级独立自由勋章、一级解放勋章。1958年从朝鲜撤回。
1959年，任总后勤部车管部担任部长。1963年任总后勤部军械部部长。1968年到五机部支左。1969年9月被提拔为总后勤部副部长。1971年9月后免职。